# Capricer med OD, del 3
Capricer med Orphei Drängar, del 3 är ett samlingsalbum från 2002 med samlade spår från Orphei Drängars olika caprice-föreställningar mellan 1976 och 1981. OD:s dirigent är Eric Ericson och som gäster är Povel Ramel, Hasse Alfredson, Elisabeth Söderström, Lena Nyman, Loa Falkman med flera. Caprice-föreställningarna är som tradition framförda i Uppsala universitets aula.

## Innehåll
1. "Hör I Orphei Drängar" / "Kalinka" (Carl Michael Bellman / Rysk folkvisa) – 2:51
  - Södra Bergens Balalaikor
  - OD
2. "På fältet stod en liten björk" (Rysk folkvisa) – 3:41
  - Södra Bergens Balalaikor (solo: Karin Biribakken)
  - OD
3. "Balladen om Eugen Cork" (Povel Ramel) – 6:55
  - Povel Ramel — sång
  - OD (solo: Hans Åkerlund)
4. "Livet är ett helvete" (Povel Ramel) – 2:26
  - Povel Ramel — sång, piano
5. "Halsa dom där hemma" (Text: Povel Ramel – musik: Elith Worsing) – 0:58
  - Povel Ramel — sång, piano
6. "Fragancia" (Evert Taube) – 4:09
  - Håkan Sund — piano
  - OD
7. "Julgranen" (Text: Gustaf Wahlenius – musik: Sven Flodin-Goon) – 2:07
  - Staffan Hjorth — sång
  - Curt Andersson — bas
8. "Nu har jag fått den jag vill ha" (Olle Adolphson) – 3:12
  - Loa Falkman — sång
  - OD
9. "Bridge Over Troubled Water" (Paul Simon) – 5:03
  - Håkan Sund — piano
  - OD
10. "Stormy Weather" (Text: Ted Koehler – musik: Harold Arlen) – 3:42
  - Sylvia Lindenstrand — sång
  - Håkan Sund — piano
11. "True Love" (Cole Porter) – 3:01
  - Hasse Alfredson — sång
  - OD
12. "Norgehistoria" – 0:49
  - Hasse Alfredson
13. "Engelska flottan" (Lasse Dahlquist) – 2:11
  - Hasse Alfredson — sång
14. "Kivikspolka" (Text: Arne Ericsson – musik: Gustaf Egerstam) – 6:03
  - Östen Warnerbring — sång
  - Curt Andersson — bas
15. "Poor Lonesome Cowboy" (Trad.) – 3:18
  - Norman Luboff — dirigent
  - OD
16. "Feeling Too Good Blues" (Trad.) – 3:29
  - Karin Krogh — sång
  - Curt Andersson — bas
17. "Hark, Ye Sons of Orpheus" / "Maybe It's Because I'm a Londoner" (Text: Jonas Hallberg – musik: Carl Michael Bellman / Hubert Gregg) – 2:09
  - Jonas Hallberg — recitation
  - OD
18. "Jag ser på dina ögon/5000 man" (Polska efter Roligs Per Andersson, Siljansnäs) – 5:25
  - Elisabeth Söderström — sång
  - OD
19. "Viljasången" (Text: Evy Tibell – musik: Franz Lehár) – 2:24
  - Lena Nyman — sång
  - OD
20. "Låt oss liksom svalorna" (Text: Björn Halldén, Gunnar Birgegård – musik: Emmerich Kálmán) – 2:22
  - Lena Nyman — sång
  - OD
21. "Operetten är död" (Text: Gunnar Birgegård – musik: Franz Lehár) – 2:18

Total tid: 72:48

## Arrangemang
- Hugo Alfvén – (1a)
- Göran Carenbäck – (1b)
- Aleksander Vasilyevich Alexandrov – (2)
- Håkan Sund – (3, 8, 9, 10, 11, 16, 17b, 18)
- Povel Ramel – (5)
- Robert Sund – (6, 7, 14, 19, 20, 21)
- Norman Luboff – (15)
- Jonas Hallberg – (17a)
- Gustaf Bergel – (17a)

## Capricer
- 1976 års Caprice – (1, 2, 3, 4, 5)
- 1977 års Caprice – (6, 7, 8)
- 1978 års Caprice – (9, 10, 11, 12, 13)
- 1979 års Caprice – (14, 15, 16)
- 1980 års Caprice – (17, 18)
- 1981 års Caprice – (19, 20, 21)

## Medverkande
- Orphei Drängar
- Eric Ericson – dirigent
  - Povel Ramel – sång (3–5), piano (4, 5)
  - Håkan Sund – piano (3, 6–11, 14, 16–19)
  - Fredrik Norén – trummor (3)
  - Björn Alke – bas (3)
  - Nils-Erik Frisk – klarinett (6)
  - Robert Sund – dragspel (6, 7, 11)
  - Curt Andersson – bas (6, 7, 14, 16, 17)
  - Staffan Hjorth – sång (7)
  - Loa Falkman – sång (8)
  - Sylvia Lindenstrand – sång (10, 11)
  - Hans Alfredson – sång (11, 13), tal (12)
  - Östen Warnerbring – sång (14)
  - Egil Johansen – trummor (14, 16)
  - Norman Luboff – dirigent (15)
  - Karin Krogh – sång (16)
  - Jonas Hallberg – recitation (17)
  - Gustaf Bergel – gitarr (17)
  - Björn Sjödin – trummor (17)
  - Elisabeth Söderström – sång (18)
  - Lena Nyman – sång (19, 20)
  - Ragnar Ulfung – sång (20)